# Michael Ouweleen
Michael Ouweleen (nascido em 1967) é um executivo e roteirista de televisão americano. Ele é o atual presidente da The Cartoon Network, Inc. (CNI), a empresa operadora do Cartoon Network (que inclui os blocos Cartoonito e ACME Night), Adult Swim (que inclui o bloco Toonami) e Boomerang. Previamente, ele era mais conhecido como um criativo, cocriando a série animada de televisão Harvey Birdman, Attorney at Law e o spin-off do programa, Birdgirl, e é o produtor executivo do filme para televisão Re-Animated. Ele foi diretor criativo de longa data do Cartoon Network desde 1996, e dirigiu o desenvolvimento de conteúdo e supervisionou a programação da rede em meados dos anos 2000. Ouweleen é casado e tem três filhos.
Em 2014, Ouweleen foi nomeado CMO da CNI. Ele foi então promovido em 27 de novembro de 2019 como presidente interino da CNI em adição para Turner Classic Movies, devido à saída de Christina Miller. Sua passagem como presidente interino da CNI terminou em 1 de julho de 2020 com a nomeação permanente de Tom Ascheim para o cargo, e Ouweleen assumiu a presidência do Adult Swim.
Em maio de 2022, após o fechamento da fusão da Warner Bros. Discovery, Tom Ascheim deixou a CNI e as empresas sob a CNI (Cartoon Network, Adult Swim, e Boomerang) foram transferidas para a Warner Bros. Discovery Networks dos EUA, com Ouweleen recuperando a supervisão da CNI após um ano e dez meses. Ele também tem ganhado o papel de presidente da Discovery Family.
Em junho de 2023, Ouweleen ganhou o lado comercial da TCM, após outra onda de demissões na parte de televisão da Warner Bros. Discovery, incluindo o gerente geral e presidente, Pola Changnon.